# Borislav Stanković
Pour les articles homonymes, voir Stanković.
Borislav Stanković, (Борислав Станковић) né le 9 juillet 1925 à Bihać et mort le 20 mars 2020 à Belgrade, est un joueur, entraîneur, dirigeant de basket-ball yougoslave puis serbo-monténégrin et enfin serbe.

## Carrière
Après sa carrière de joueur au sein de l'Étoile rouge de Belgrade, qu'il contribua à fonder en 1946, avec qui Borislav Stanković remporte deux titres de champion, participant également au championnat du monde en 1959 avec l'équipe yougoslave, il devient entraîneur de l'OKK Belgrade, remportant au passage quatre titres de champion et entraînera également ensuite l'équipe italienne de Cantù.
Il occupe de nombreuses fonctions à la fédération yougoslave de basket-ball, au sein du comité national olympique. Il est surtout connu pour son rôle de secrétaire général de la FIBA de 1976 à 2002. Il a ainsi fortement contribué, avec le commissioner de la NBA David Stern au rapprochement de la grande ligne américaine et de la FIBA. En tant que secrétaire général de la FIBA, en 1989, il a posé les fondations incitant et permettant aux joueurs NBA de participer aux Jeux Olympiques en ajustant les règles FIBA.

## Hommages
En 1991, Borislav Stanković a été élu au Basketball Hall of Fame. De 1988 à 2006, il est membre du Comité international olympique.
Depuis 2004 une coupe à son nom a été créée. Il s'agit de la Coupe Stanković des champions continentaux qui réunit six des meilleures nations au monde (dont chaque champion continental).
Il meurt à Belgrade le 20 mars 2020, quelques mois après un autre dirigeant légendaire du basket-ball, l'Américain David Stern.

## Club

### Joueur
- Étoile rouge de Belgrade

### Entraîneur
- OKK Belgrade : 1953-63, 1965
- Cantù : 1966-69

## Palmarès

### Joueur
- Champion de Yougoslavie 1946 et 1947
- International yougoslave de 1948 à 1953

### Entraîneur
- Champion de Yougoslavie 1958, 1960, 1962, 1965
- Champion d'Italie 1968

## Sources
1. 1 2 3 4 5  « Mort de Borislav Stankovic, un dirigeant légendaire », sur lequipe.fr, 20 mars 2020 (consulté le 20 mars 2020)
2. ↑  (en) l'article de l'annonce